# Diaroumé
Diaroumé est une localité du Sénégal, située dans le département de Bounkiling et la région de Sédhiou, en Casamance, dans le sud du pays.
C'est le chef-lieu de la communauté rurale de Diaroumé et de l'arrondissement de Diaroumé depuis la création de celui-ci par un décret du 10 juillet 2008. Auparavant Bona faisait partie de la région de Kolda
On y dénombre 2 146 personnes et 199 ménages.